# ヨハネス・カンフフイス

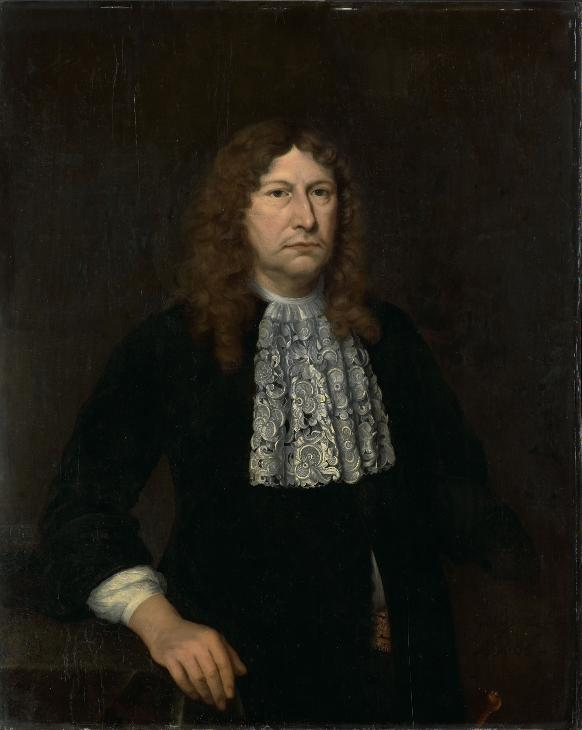
ヨハネス・カンフフイス

ヨハネス・カンフフイス（Johannes Camphuys、1634年7月18日/14日 - 1695年7月18日）は、江戸時代前期の長崎オランダ商館長である。姓はカンプハイス、カンファイスとも、その綴りはCamphuijsとも表記される。

## 経歴・人物
ハールレム出身。1654年に現在のインドネシアに移住し、バタヴィア（現在のジャカルタ）にてオランダ東インド会社の社員となった。
1671年（寛文11年）江戸幕府の要請により来日した。同年出島のオランダ商館長に就任し、以後1676年（延宝4年）に離日するまでマルチヌス・カエサルと交代で3期務めた。滞日中は江戸幕府に仕えたり、当時滞日していたドイツ人のエンゲルベルト・ケンペルが著した『日本誌』の執筆に携わる等、鎖国後の日本とヨーロッパ関係の興隆に携わった。
同年任期満了となり、再度バタヴィアに勤務し同社の総督を務めた。なお、カンフフイスは生涯独身であった。

## 逸話
滞日中にカンフフイスが日本料理を箸で幕府の人々と会食し彼らを驚愕させたり、和式の別荘を建てたといったという当時の西洋人が持った斬新な趣味があったという。

## 著書
- 『バタヴィア創立史』